# Лисабонски споразум (1668)
Споразум у Лисабону је потписан 13. фебруара 1668. године између Алфонса VI од Португала и Карлоса VI од Шпаније уз посредовање Чарлса II од Енглеске. По одредбама овог споразума Шпанија је признала независност Португала и легитимитет њеног монарха. Штавише Шпаније се обавезала да неће покушавати да прикључи Португал у састав своје империје. У замену за ове услове Португал је Шпанији уступила Сеуту, енклаву на северноафричкој обали. Овим споразумом завршен је двадесетшестогодишњи Рат за обнову Португала. 

## Позадина
До 1640. године, хабзбуршки краљ, Филип IV од Шпаније више није могао да рачуна на поверење, подршку или лојалност већине португалских племића. Земља је била преоптерећена, а португалске колоније су остале незаштићене. Португал, као и многе Филипове области, био је на ивици отворене побуне.
После 60 година живота под влашћу шпанских краљева, мала група завереника у Лисабону се побунила, а војвода од Браганцa је проглашен краљем Португала као Жоао IV 1. децембра 1640., који је искористио истовремену побуну у сукобу Каталоније и Шпаније са Француском. Тако је почео 28-годишњи рат за обнову Португала.
У почетку, Португал је изгубио многе од својих колонијалних поседа од Холанђана. Војна снага Португала била је резервисана за заштиту сопствених граница од шпанских упада. Португал је повратио своје колоније у Анголи, Сао Томеу и Бразилу до 1654.